# 828 pr. n. št.

## Smrti
- Sarduri I., kralj Urartuja (* ni znano)